# Ferencvárosi TC (futsal)
Az FTC-Fisher Klíma egy magyar futsalklub Budapestről, amely 2021-ben megszűnt.

## Történelem
A csapat a 2007/2008-as szezonban megnyerte a másodosztályú bajnokságot és ezáltal először feljutott a NBI-be, ahol az első szezon után ki is esett egyből. 2008/2009-es szezonban a futsal magyar kupában bejutott az elődöntőbe, ahol az Aramis SE összesítésben egy góllal jobbnak bizonyult. Ezután több évnyi másodosztály következett. 2017-ben újra sikerült feljutni a legmagasabb osztályba, ahol két szezont tudott eltölteni, majd újra visszacsúszott a második vonalba.  
A 2018/2019-es szezonban a másodosztály keleti csoportját újra megnyerte. A bajnokság megnyerése után sorsdöntő mérkőzést vívtak a nyugati csoport győztesével, a nagy múltú ETO SZC Futsal Clubbal. A mérkőzést végül 3:3-as döntetlennel zárult de az idegenben lőtt gólnak köszönhetően az ETO SZC Futsal Club jutott az NBI-be. A csapatnak ezután az osztályozó mérkőzésen sem sikerült kivívnia a feljutást, mert a Szigetszenmiklós összesítésben egy góllal jobbnak bizonyult, de a csapat nem nevezett a 2019/2020-as bajnokságra, ezért a Ferencváros indult el helyettük. A 2020/2021-es szezonban története legjobb eredményét érte el a csapat, miután a 6. helyen végzett a bajnokságban. 2021 augusztusában bejelentették, hogy a csapat megszűnik és visszalép a bajnokságtól.

## Eredmények

### Helyezések a bajnokságban
| Szezon    | Bajnokság neve                      | Helyezés |
| --------- | ----------------------------------- | -------- |
| 2006/2007 | Férfi Futsal NB II.                 | 1.       |
| 2007/2008 | Férfi Futsal NB I.                  | 9.       |
| 2008/2009 | Férfi Futsal NB I.                  | 5.       |
| 2009/2010 | Férfi Futsal NB I.                  | 5.       |
| 2010/2011 | Férfi Futsal NB I.                  | 5.       |
| 2011/2012 | Férfi Futsal NB II. Nyugati csoport | 2.       |
| 2012/2013 | Férfi Futsal NB II. Nyugati csoport | 3.       |
| 2013/2014 | Férfi Futsal NB II.                 | 6.       |
| 2014/2015 | Férfi Futsal NB II.                 | 7.       |
| 2015/2016 | Férfi Futsal NB II.                 | 3.       |
| 2016/2017 | Férfi Futsal NB I.                  | 8.       |
| 2017/2018 | Férfi Futsal NB I.                  | 9.       |
| 2018/2019 | Férfi Futsal NB II. Keleti csoport  | 1.       |
| 2019/2020 | Férfi Futsal NB I.                  | -        |
| 2020/2021 | Férfi Futsal NB I.                  | 6.       |